# Tsimaféi Kalachev
Tsimaféi Kalachev (en bielorruso: Цімафей Калачоў; Maguilov, Bielorrusia, 1 de mayo de 1981) es un exfutbolista profesional bielorruso Jugaba de centrocampista y se retiró en 2019, siendo el FC Rostov su último equipo. Fue capitán de la selección de fútbol de Bielorrusia.

## Clubes
| Club                            | País        | Año       |
| ------------------------------- | ----------- | --------- |
| Dnepr-2 Mogilev                 | Bielorrusia | 1998      |
| FK Veino                        | Bielorrusia | 1999      |
| FC Dnepr Mogilev                | Bielorrusia | 2000-2002 |
| Shakhtyor Soligorsk             | Bielorrusia | 2003      |
| FK Shakhtar Donetsk             | Ucrania     | 2004      |
| Illichivets Mariupol (préstamo) | Ucrania     | 2004      |
| FK Khimki                       | Rusia       | 2005      |
| FC Rostov                       | Rusia       | 2006-2007 |
| PFC Krylia Sovetov Samara       | Rusia       | 2008-2009 |
| FC Rostov                       | Rusia       | 2010-2019 |

## Palmarés

### Títulos nacionales
| Título        | Club      | País  | Año  |
| ------------- | --------- | ----- | ---- |
| Copa de Rusia | FC Rostov | Rusia | 2014 |